# Midnight of the Century
„Miezul nopții secolului” (titlu original în engleză Midnight of the Century) este al zecelea episod al celui de-al doilea sezon al serialului american de televiziune thriller polițist Millennium (al 32-lea în total). A avut premiera pe rețeaua Fox la 19 decembrie 1997, a fost scris de Kay Reindl și Erin Maher și regizat de Dwight H. Little. Invitați-vedete ai episodului au fost Darren McGavin, Kristen Cloke și Richard Cox. Este primul episod Millennium cu tematică de Crăciun, după episodul 6 al sezonului 2 „The Curse of Frank Black” cu tematică de Halloween.
La premiera sa, a fost vizionat de 5,19 milioane telespectatori în SUA.

## Rezumat
În Ajunul Crăciunului, Frank Black pare a fi bântuit de un Crăciun din urmă cu 51 de ani, atunci când a desenat un înger împreună cu mama sa înainte de moartea acesteia. Astfel se duce la casa tatălui său unde află mai multe despre ziua în care a murit mama sa. El află de asemenea că fiica sa, Jordan, a desenat o imagine extrem de asemănătoare, presupus cu ajutorul mamei sale acum decedate.

## Actori ocazionali
- Kristen Cloke - Lara Means
- Allan Zinyk - Brian Roedecker
- Darren McGavin - Henry Black
- Gerry Currie - Simon
- Jessica Schreier - Barbara Watts
- Cheryl McNamara - Linda Black
- Trevor White - Caspar
- Donny Lucas - Balthazar
- Tim Bissett - Melchior
- Andrew Binks - Neil (nemenționat)

## Producție
Episoade conține muzică de Piotr Ilici Ceaikovski: Spărgătorul de nuci, Op.71: d. Danse arabe. Allegretto (Arabian Dance).
Tatăl lui Frank Black, Henry, este interpretat de actorul Darren McGavin, care l-a interpretat pe domnul Parker în filmul din 1983 Poveste de Crăciun (A Christmas Story).